# Polymer (JavaScript-Bibliothek)
Polymer ist eine freie JavaScript-Bibliothek zum Erstellen von Webanwendungen.

## Allgemeines
Diese Bibliothek wird von Google-Entwicklern und Mitwirkenden auf GitHub entwickelt. Sie ermöglicht, Web Components zu erstellen und zu nutzen. Durch einen integrierten Polyfill ist es möglich, diese Komponenten in Browsern zu nutzen, die den Web Components Standard nicht unterstützen. Zusätzlich bietet Polymer viele Komponenten an.
Polymer wird von einer Reihe von Google-Diensten und Websites verwendet, darunter YouTube, YouTube Gaming, Google Earth, Google-I/O-Websites, Google Play Music, Google Sites und Google Allo.
Weitere Anwender sind Netflix, Electronic Arts, Comcast, ING Group, Coca-Cola, McDonald’s, BBVA, IBM und General Electric.
Polymer wird mittlerweile nicht mehr weiterentwickelt. Das Entwicklerteam empfiehlt stattdessen die Benutzung von Lit.